# Новоспасовка (Куйбишевський район)
Новоспасовка (рос. Новоспасовка) — село в Куйбишевському районі Ростовської області Росії. Входить до складу Лисогорського сільського поселення.

## Географія
Географічні координати: 47°42' пн. ш. 39°04' сх. д. Часовий пояс — UTC+4.
Новоспасовка розташована на південному схилі Донецького кряжу. Відстань до районного центру, села Куйбишева, становить 20 км.

### Урбаноніми
- вулиці — Молодіжна, Нагорна, Перемоги, Садова, Північна[2].

## Історія
Поселення з'явилося в XIX столітті, точна дата заснування невідома.
Після громадянської війни Новоспасовка стала центром сільської ради в складі Голодаївського району Таганрозької округи Північно-Кавказького краю. У селі мешкало 1056 жителів, налічувалося 201 дворове господарство, 2 дрібних промислових підприємства, 2 млини, діяли школа 1-го ступеня та 2 хати-читальні.
З червня 1954 року Новоспасовка входить до складу Лисогорського сільського поселення Куйбишевського району. У період з лютого 1963 року по 27 грудня 1973 року поселення перебувало в складі Матвієво-Курганського району, після чого було знову передане до Куйбишевського району.

## Населення
За даними перепису населення 2010 року на території села проживало 198 осіб. Частка чоловіків у населенні складала 51% або 101 особа, жінок — 49% або 97 осіб.

## Пам'ятки
На території села знаходиться братська могила 110 радянських воїнів, які загинули під час Другої світової війни.

## Відомі люди
- Погорєлов Василь Порфирович (1919–1943) — Герой Радянського Союзу.
- Андрєєв Володимир Олексійович (нар. 1942) — ракетник, лауреат державних премій СРСР (1986) і України (2003).